# Засолені промивальні рідини
Засолені промивальні рідини — промивальні рідини на розчинах солей.
Для розбурювання відкладів із вмістом солей використовують засолені промивальні рідини. Розбурювання солей на прісних розчинах призводить до розчинення солей, утворення великих каверн та обвалів.
Засолені промивальні рідини готують на розчинах солей. Основним реагентом для зниження водовіддачі цих розчинів слугує крохмаль. Використовують також КМЦ, КССБ, ВЛР та деякі полімери.
Одним із підвидів засолених розчинів є гідрогелеві розчини на основі гідрогелю магнію. При їх приготуванні в розчин бішофіту додають крохмаль. При підігріванні утворюється стійкий гель з невисокою водовіддачею, який, у разі потреби, можна обважнювати. Такі розчини використовуються для розбурювання відкладів з прошарками магнієвих солей. Їх можна використовувати і при розбурюванні несолевих розрізів.
КМЦ — карбоксиметилцелюлоза
КССБ — конденсована сульфіт спиртова барда
ВЛР — вуглелужний реагент